# بالجر (ویرجینیای غربی)
بالجر (به انگلیسی: Bulger) یک منطقهٔ مسکونی در ایالات متحده آمریکا است که در شهرستان لینکلن، ویرجینیای غربی واقع شده‌است. بالجر ۲۴۵٫۰۶ متر بالاتر از سطح دریا واقع شده‌است.